# Soumrak Titánů
Soumrak Titánů je šesté řadové album kapely Titanic. Album bylo nahráno ve studiu Shaark (studio) – bzenecké. Skladby Kam se schovám, Eso Herz a Netradiční hodokvas jsou z roku 1986, skladba Pěkný vokno je z roku 1987. Skladby jsou nově nahrány. V prosinci 2018 byl album vydán na vinylu.

## Seznam skladeb
1. Pěkný vokno
2. Kam se schovám
3. Eso Herz
4. Soumrak Titánů
5. Rohatej
6. Rock 'n' Roll Man
7. V pekle procitnem
8. Netradiční hodokvas
9. Boží mlýny
10. Bude fajn

## Obsazení
- Zdeněk Černý – kytara, zpěv
- Georgi Enčev – kytara, zpěv
- Milan Hanák – baskytara, zpěv
- Martin Škaroupka – bicí